# 芸能科
芸能科（げいのうか）とは、かつての国民学校の教科の一である。国民学校令施行規則によると「芸能科ハ国民ニ須要ナル芸術技能ヲ修練セシメ情操ヲ醇化シ国民生活ノ充実ニ資セメルヲ以テ要旨トス」と目的が定められている。

## 科目
芸能科は次の科目に分節される。
- 音楽
- 習字
- 図画
- 工作（初等科3年以上）
- 家事（高等科女子のみ）
- 裁縫（初等科4年以上女子のみ）